# William Keith, 2. Earl Marischal

Familienwappen des William Keith, 2. Earl Marischal

William Keith, 2. Earl Marischal (* vor 1467; † 1527), war ein schottischer Adliger.

## Leben
Er war der Sohn von William Keith, 1. Earl Marischal, und Margaret Erskine, Tochter des Thomas Erskine, 2. Lord Erskine. Beim Tod des Vaters 1483 erbte er dessen Titel Earl Marischal und den nachgeordneten Titel Lord Keith. Mit dem Titel war auch das erbliche Hofamt des Marschalls von Schottland verbunden.
Bereits am 18. März 1482 nahm er als Master of Keith erstmals am schottischen Parlament teil.
1488 unterstützte er König Jakob III. auf der Aufstellung einer Armee zur Bekämpfung der aufständischen Barone, die dessen jungen Thronfolger James, Duke of Rothesay, den späteren Jakob IV., in ihrer Gewalt hatten. Auch nachdem Jakob III. im Juni 1488 in der Schlacht von Sauchieburn getötet worden war, blieb er dessen Partei treu und 1489 bekämpfte er in Südschottland zusammen mit dem Master of Huntly und dem Lord Forbes die neue Regierung unter Jakob IV., bis er im Oktober 1489 in der Schlacht bei Talla Moss besiegt wurde.
Es gelang ihm später begnadigt zu werden und die Gunst Jakobs IV. zurückzugewinnen. 1501 war er Befehlshaber eines schottischen Heeres, das aufständische Clans in den Highlands bekämpfte. 15. Oktober 1504 empfing und bewirtete er den König auf seinem Familiensitz Dunnottar Castle. 1510 nahm er am Parlament Jakobs IV. in Edinburgh teil.
Von 1517 bis 1520 war er, gemeinsam mit Lord Borthwick und Lord Ruthven, Vormund des minderjährigen Königs Jakob V., während sich dessen Regent John Stewart, 2. Duke of Albany, in Frankreich aufhielt.
Am 24. November 1526 war er schwer erkrankt. Spätestens am 2. Mai 1527 war er gestorben. Da er seinen ältesten Sohn Robert überlebte, beerbte ihn dessen ältester Sohn William Keith (1506–1581) als 3. Earl Marischal.

## Ehe und Nachkommen
Mit Ehevertrag vom 11. Januar 1482 heiratete er Lady Elizabeth Gordon, dritte Tochter des George Gordon, 2. Earl of Huntly. Mit ihr hatte er elf Kinder:
- Robert Keith, Master of Marischal († 1524/25)
- William Keith of Troup (⚔ 1513 bei Flodden)
- Gilbert Keith of Pittendrum and Troup († 1537) ⚭ Elizabeth Forbes, Tochter des John Forbes, 6. Lord Forbes
- Alexander Keith of Aquhorsk and Pittendrum († um 1515) ⚭ Marion Lundie
- David Keith of Torteston and Buthlaw († nach 1528)
- George Keith († nach 1538), Rector of Keith
- John Keith of Craig
- Lady Janet Keith († 1547) ⚭ William Graham, 2. Earl of Montrose
- Lady Agnes Keith († um 1548) ⚭ Sir Archibald Douglas of Glenbervie († 1570)
- Lady Christian Keith († nach 1524) ⚭ Walter Ogilvy of Craigboyne
- Lady Elizabeth Keith († nach 1549), ⚭ (1) Colin Oliphant, Master of Oliphant (⚔ 1513 bei Flodden), Sohn des John Oliphant, 2. Lord Oliphant, ⚭ (2) William Sinclair, 4. Lord Sinclair († 1570)